# نادژدا بگلاریان
نادژدا پطروسی بگلاریان (ارمنی: Նադեժդա Պետրոսի Բեգլարյան؛ انگلیسی: Nadegda Beglaryan؛ زادهٔ ۱۶ آوریل ۱۹۲۷ - درگذشته ) زیست‌شناس و نسل‌شناس اهل ارمنستان است.

## زندگی‌نامه
وی در ۱۶ آوریل ۱۹۲۷ در ایروان به دنیا آمد و از دانشگاه دولتی ایروان (۱۹۴۹) فارغ‌التحصیل گشت. وی در دانشگاه دولتی ایروان فعالیت می‌کرد.

## یادداشت
1. ↑  կենսաբանական գիտությունների դոկտոր